# あるあるCity
あるあるCity（あるあるシティ）は、福岡県北九州市小倉北区浅野の小倉興産21号館内に立地する商業施設。また、かつて同施設の運営を担当している株式会社あるあるCityの社名でもあった。2024年6月現在は、Apaman Network株式会社の運営になっている。 

## 沿革
小倉興産21号館は地上7階、地下1階建てで1993年（平成5年）に落成。ラフォーレ原宿小倉をメインテナントとして開業したが、ラフォーレ原宿は2007年（平成19年）に撤退し閉店。その後もビル自体は営業を続けていたものの、テナントはごく少数で空室が目立った。
2010年（平成22年）2月に、北九州市による漫画ミュージアムが同ビル6・7階に入居することが内定、ビル全体を漫画をコンセプトとすることが発表された。
2011年（平成23年）4月には、漫画ミュージアムのフロアを5階・6階に変更するとともに、施設名を「あるあるCity」とすることが発表された。
2012年（平成24年）4月27日に、北九州市漫画ミュージアムを除いた24店舗で部分オープン、翌28日にはオープニングイベントの一環として、KalafinaやKOTOKOらが出演する「あるあるCity LIVE PROJECT “A3”」が近隣の西日本総合展示場で開催された。小倉駅至近に位置し、山陽新幹線や高速バス、北九州空港を通じ広域からの集客が見込まれ、近隣の西日本総合展示場やベスト電器小倉本店（あるあるCity2号館）との相乗効果が期待されていた。運営会社では、年間200万人の来館者を目指している。しかしながら2012年4月を以って旧ベスト電器店舗内のアニメショップがあるあるCity内へと移転したこともあり、旧ベスト電器側のビルに関してはあるあるCity2号館と呼称されながらも、大規模イベント時の会場としての利用や駐車場としての利用に留まっており、2号館の本格的な運営開始は2014年まで待つ事となる。
同年8月3日には北九州市漫画ミュージアムが開館し、当施設は全面開業した。また「北九州市漫画ミュージアム」の開館を記念し、『宇宙海賊キャプテンハーロック』のハーロック、『銀河鉄道999』のメーテル、星野鉄郎のキャラクター銅像を制作。小倉駅の新幹線口近くに設置された。
2014年（平成25年）3月、あるあるCity2号館（小倉興産15号館）にコワーキングスペースのFabbit（現：NUWORKS FUKUOKA）が開店。7月25日には同施設内にデジタルハリウッドSTUDIO小倉の開校が予定されていたが、予定のままで終了した。

## 主要テナント
出店テナントはアニメ、漫画、トレーディングカード、アイドル、フィギュア、ゲームなどサブカルチャーに特化しており、アニメ・同人ショップやキャラクターグッズ専門店が多数入居するほか、北九州市漫画ミュージアムが入居する。
北九州市漫画ミュージアム（1号館5・6階）
北九州市が運営している、漫画文化の振興とまちのにぎわいを創出するため、幅広い年代の人々に漫画の楽しさや魅力を伝える拠点施設。北九州出身の漫画家・松本零士のおいたちや業績を紹介したコーナーや、漫画の仕組みを紹介したコーナーがある。また、北九州出身の漫画家・関谷ひさしの仕事机を実物で展示している。閲覧ゾーンでは約7万冊の漫画を自由に読むことができる。
開館時間は午前11時 - 午後7時、途中入退室可能、火曜休館。
入館料は一般480円、中高生240円、小学生120円。
7F ホール（1号館7階）
元々は吉本興業運営の「あるあるYY劇場」という名称の劇場であったが、2015年11月24日にあるある社が7階のリニューアル計画を発表したことに伴い、同年12月31日をもって吉本興業グループが撤退した。その後は引き続き貸劇場として使われ、主にアイドルや声優を招いてのイベントやアニメ上映会などが開かれたり、「ホログラムシアター」として使われていた時期もあったが、現在は「7F ホール」となり、イベント会場として使用されている。
B1Fスタジオ（1号館地下1階）
イベントホール。オールスタンディングで400人収容、椅子席の場合は170席。主にアイドルのライブやコスプレ撮影会、声優を招いてのトークショーなどが行われる。

その他のテナントについては、公式サイト「ショップの一覧」を参照。
閉店したテナント
- ANIMAX MUSIX CAFE - アニマックスのプロデュースによるカフェ[16]。2013年9月30日閉店[注 1]
- シューティングセンター AIR-G（エアガンのシューティング場） - 2013年9月30日閉店
- kitchen&Bar はぴはぴ（飲食店） - 2013年9月30日閉店
- マウスコンピューター小倉ダイレクトショップ　- 2013年12月17日に博多店と統合という形で閉店
- MAPLE（コスプレ用ウィッグ・衣装販売） - 2014年2月28日閉店[17]
- AMPnet 小倉店（ゲームソフト販売店）2017年3月26日閉店[18]
- Gira Square - Jリーグ・ギラヴァンツ北九州のオフィシャルショップ。2019年6月29日閉店
- ベスト電器小倉本店 - 2号館2F。小倉駅前店（セントシティ北九州6F）への移転に伴い2020年6月14日閉店
- 軸中心派 小倉店（タペストリー専門店） - 2021年1月26日閉店[19]
- パールレディ 小倉あるあるCity店（タピオカドリンク店） - 2021年3月26日閉店[20]
- アメリカンゴルフ小倉校 (ゴルフスクール) - ラフォーレ原宿小倉の時代にオープンし、あるあるCity開業後も継続して営業していたが、2022年2月28日閉店[21]

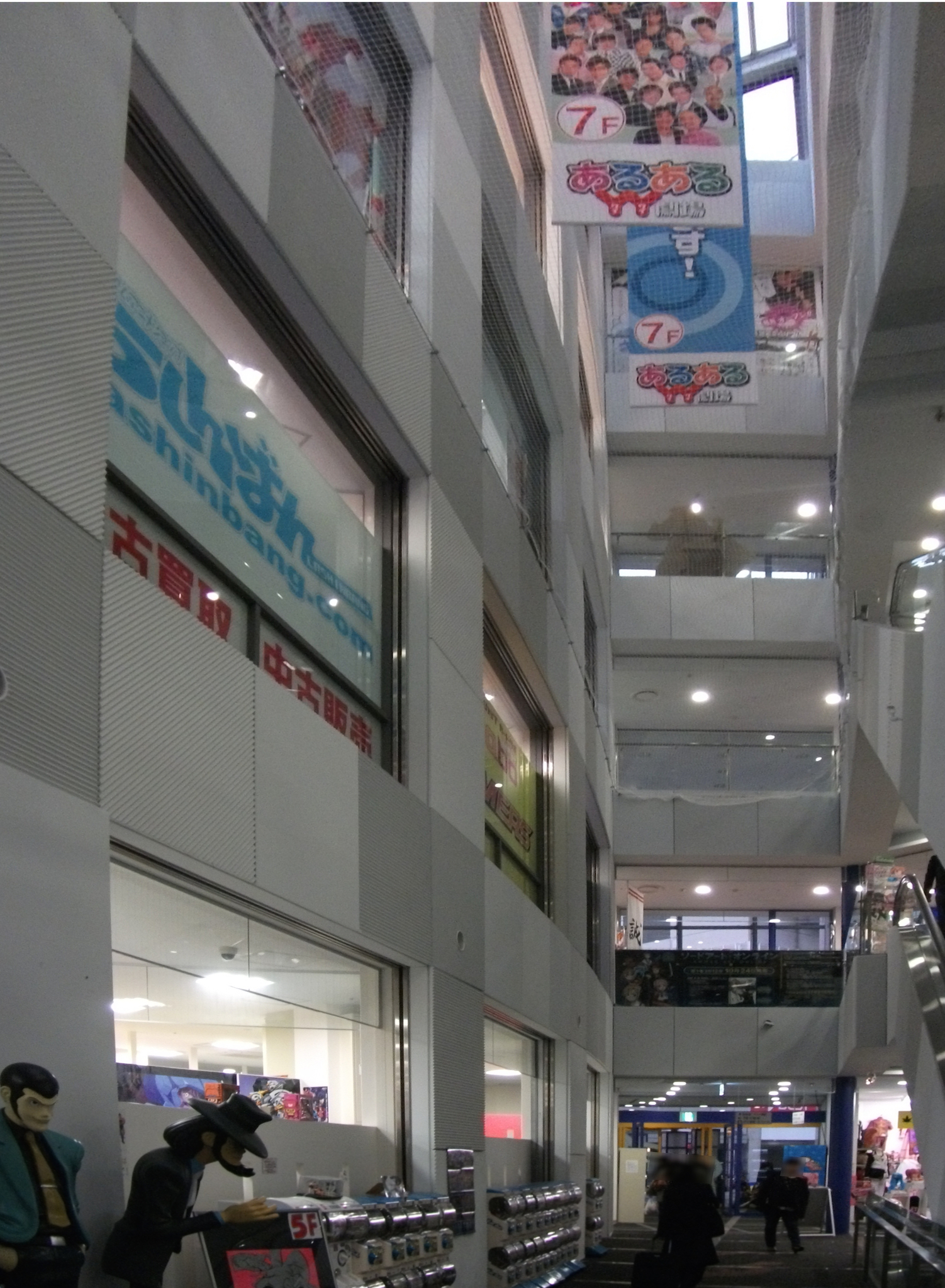
館内吹き抜け
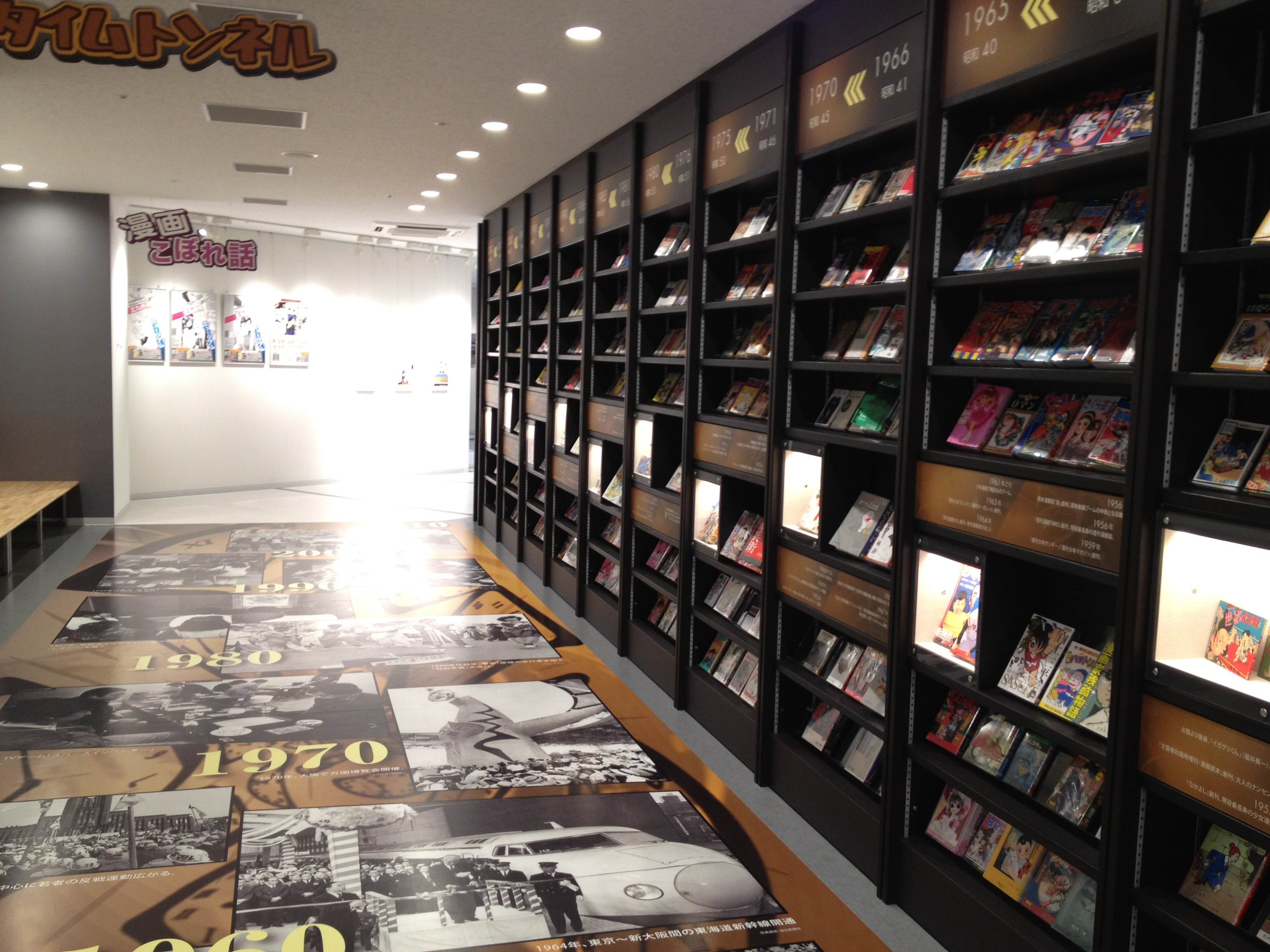
北九州市漫画ミュージアム「漫画タイムトンネル」のコーナー

## 備考
- ビルの当初のオーナーだった小倉興産は2005年（平成17年）にアパマンショップホールディングス（現：APAMAN）に買収され、2006年（平成18年）に吸収合併されている。現存する小倉興産株式会社は1999年（平成11年）設立の旧小倉興産の関連会社が発祥であり、2012年にはアパマングループを離れ大阪府吹田市のビケンテクノの完全子会社となっている[22]。またAPAMANは2018年（平成30年）に、近隣のリーガロイヤルホテル小倉共々ユナイテッド・アーバン投資法人（不動産投資信託法人）に信託受益権を売却した[23]。
- マスコットキャラクターは、アパマンショップネットワークと共通の「べあー君」。2013年のゆるキャラグランプリ・企業部門では4位に入った。
- 隣接する小倉興産15号館を「あるあるCity 2号館」と称して、地下1階をイベントスペースとして利用している他、2014年3月には新興企業向け貸しオフィススペース・「fabbit（現：NUWORKS FUKUOKA）を3階にオープンさせる[24]。
- あるあるCityの子会社・あるあるCityエンターテイメントには、女性アイドルグループ・GALETTe*、Party Rocketsが所属している。しかし2016年9月末、アイドル事業から撤退することを発表、これによりGALETTe*は解散が決まった[25]。
- 2017年からはあるあるCity公式アンバサダーを設けており、2017年と2018年はAKB48の柏木由紀、2019年からは北九州市出身の声優、高田憂希が務めている。
- 2022年7月からは、開業10周年を記念して前述の高田に加え、同じく北九州出身の声優である金子有希と前田佳織里の3人が10周年記念アンバサダーに就任した[26]。開業11周年[27]及び12周年[28]でも引き続き前述の3人がアンバサダーを担当する。